# خلافة عرش موناكو
ترتيب الخلافة على عرش موناكو هو الترتيب الذي يتم بموجبه استدعاء الأعضاء المؤهلين من الفروع الباقية من عائلة موناكو الأميرية إلى عرش إمارة موناكو والذين جميعهم ينحدرون من أونوريه الثاني، وريث أمراء موناكو، الذي كان أول من حصل على لقب "أمير وسيد" موناكو منذ عام 1612، ويتناول الحقوق المحتملة لممثليهم في اعتلاء العرش إمارة موناكو.
"خلافة العرش، التي تبدأ بعد الوفاة أو التنازل عن العرش، تحدث بالنسب المباشر والشرعي للأمير الحاكم ، بترتيب البكورة مع أولوية الذكور على نفس درجة القرابة". تعني الفقرة الأولى أن خلفاء الأمير الحاكم الحالي، وهم الأمير ألبرت الثاني هم أبناؤه الشرعيون من زواجه من الأميرة شارلين، ذكوراً وإناثاً، مع إعطاء الأولوية للصبي. تعطي الفقرة الثانية مؤشرات لاستمرار الأمر، في حالة عدم وجود أحفاد مباشرين للأمير الوصي: "في حالة عدم وجود أحفاد مباشرين وشرعيين، تعمل الخلافة لصالح إخوة وأخوات الأمير الحاكم و أحفادهم المباشرين والشرعيين، حسب ترتيب البكورة مع أولوية الذكور على نفس الدرجة من القرابة. ويتبعها أميرة هانوفر كارولين وأبناؤها وأحفادها، ثم الأميرة ستيفاني وأبناؤها وأحفادها في المستقبل. لا يتم تضمين الأطفال غير الشرعيين في ترتيب الخلافة. تم إضفاء الشرعية على بعض الأطفال المولودين خارج إطار الزواج بعد زواج والديهم.
تخضع خلافة عرش إمارة موناكو حاليًا للقانون الأميري رقم 1.249 المؤرخ 2 أبريل 2002.

## الأهلية
بموجب دستور موناكو، يمر التاج وفقًا تفضيل للذكور البكورة كانت حيث يكون جميع أبناء الملك مؤهلين لتولي العرش قبل بناته. فقط الأشخاص المنحدرون من الملك الحاكم وأشقاء الملك الحاكم وأحفادهم، الذين تزوج آباؤهم في وقت ما بموافقة الملك، والذين هم مواطني موناكو المؤهلون. يتم استبعاد الأطفال المولودين نتيجة الزنا نهائيًا. تفقد الأسرة حقوق الخلافة إذا تزوج دون إذن الملك، إلى جانب أحفاد الزواج غير الموافق عليه، ولكن يمكن إعادتهم إلى خط الخلافة إذا لم ينتج عن الزواج أي مشكلة وانتهى قبل زوال التاج .

## خط الخلافة
تتضمن القائمة أدناه فقط الأشخاص المؤهلين لخلافة العرش (المرقمة من 1 إلى 17) والأطفال غير الشرعيين الذين سيدخلون الصف إذا تزوج آباؤهم.
- الأمير رينييه الثالث (1923–2005)
  -  الأمير ألبرت الثاني (مواليد 1958)
    - ألكسندر غريمالدي كوستي (مواليد 2003)
    - (1) جاك، أمير موناكو الوراثي (مواليد 2014)
    - (2) الأميرة غابرييلا، كونتيسة كارلاديس (مواليد 2014)

  - (3) كارولين أميرة موناكو (مواليد 1957)
    - (4) أندريا كاسيراغي (مواليد 1984)
      - (5) ألكسندر (ساشا) كاسيراغي (مواليد 2013)
      - (6) ماكسيميليان كاسيراغي (مواليد 2018)
      - (7) الهند كاسيراغي (مواليد 2015)

    - (8) بيير كاسيراغي (مواليد 1987)
      - (9) ستيفانو كاسيراغي (مواليد 2017)
      - (10) فرانشيسكو كاسيراغي (مواليد 2018)

    - (11) شارلوت كاسيراغي (مواليد 1986)
      -  رافائيل المالح (مواليد 2013)
      - (12) بالتزار رسام (مواليد 2018)

    - (13) أميرة هانوفر ألكسندرا (مواليد 1999)

  - (14) الأميرة ستيفاني (مواليد 1965)
    - (15) لويس دوكرويت (مواليد 1992)
      - (16) فيكتوار دوكرويت (مواليد 2023)

    - (17) بولين دوكرويت (مواليد 1994)
    -  كاميل جوتليب (مواليد 1998)

## تغييرات 2002
حتى عام 2002، كان تاج موناكو ينتقل فقط إلى أحفاد الأمير الحاكم، بما في ذلك الأطفال المتبنين. نتيجة لذلك، لم تكن الأميرة أنطوانيت في خط الخلافة، وكانت الأميرات كارولين وستيفاني قد فقدتا مكانيهما في الصف في لحظة اعتلاء الأمير ألبرت، ولن يكون هناك أي سلالات أخرى مؤهلة للخلافة على العرش.
كان لهذا الاحتمال نتيجتان، وهما: أ) قد يصبح العرش شاغرًا وقد تصبح موناكو رسميًا محمية لفرنسا إذا ورث الأمير ألبرت التاج ثم مات دون أن ينجب أو يتبنى وريثًا شرعيًا أو ب) قد يتبنى الأمير ألبرت شخصًا لا علاقة له به وريثًا له، وبذلك يكسر خط نسب عائلة جريمالدي. في عام 2002، تم إجراء تغييرات على دستور موناكو والتي قضت على هذا القلق من خلال استبعاد الأطفال المتبنين من خط الخلافة والنص على أنه إذا لم يكن للملك طفل شرعي، ينتقل التاج إلى أحد الأشقاء في الأسرة الحاكمة أو، إن لم يكن على قيد الحياة، لأحد أحفادهم الشرعيين.

## أنظر أيضاً
- قائمة حكام موناكو
- أزمة الخلافة في موناكو عام 1918

## روابط خارجية
- دستور الإمارة